# Canis lupus lycaon
Il lupo orientale (Canis lupus lycaon o Canis lycaon) detto anche lupo dell'Algonquin, lupo canadese, lupo dei boschi  o lupo cervo, è un canide lupino di tassonomia controversa, indigeno della regione dei Grandi Laghi del Nordamerica. È un canide di taglia media che, come il lupo rosso, è intermedio in grandezza fra il coyote e gli altri lupi nordamericani, come il lupo nordoccidentale. Si ciba principalmente di cervi della Virginia, ma può anche cacciare alci e castori. Non va confuso con Canis lupus columbianus, una sottospecie diretta del lupo grigio.
Lo stato tassonomico del lupo orientale è dibattuto sin dal 2000, con alcuni studiosi che lo considerano conspecifico del lupo rosso, una sottospecie del lupo grigio, una specie a parte, oppure un ibrido tra il coyote e il lupo grigio. Attualmente, è classificato come sottospecie del lupo grigio dal Mammal Species of the World (MSW3), mentre la United States Fish and Wildlife Service e il Committee on the Status of Endangered Wildlife in Canada lo considerano una specie distinta, assegnandogli lo status di "specie a rischio".

## Tassonomia

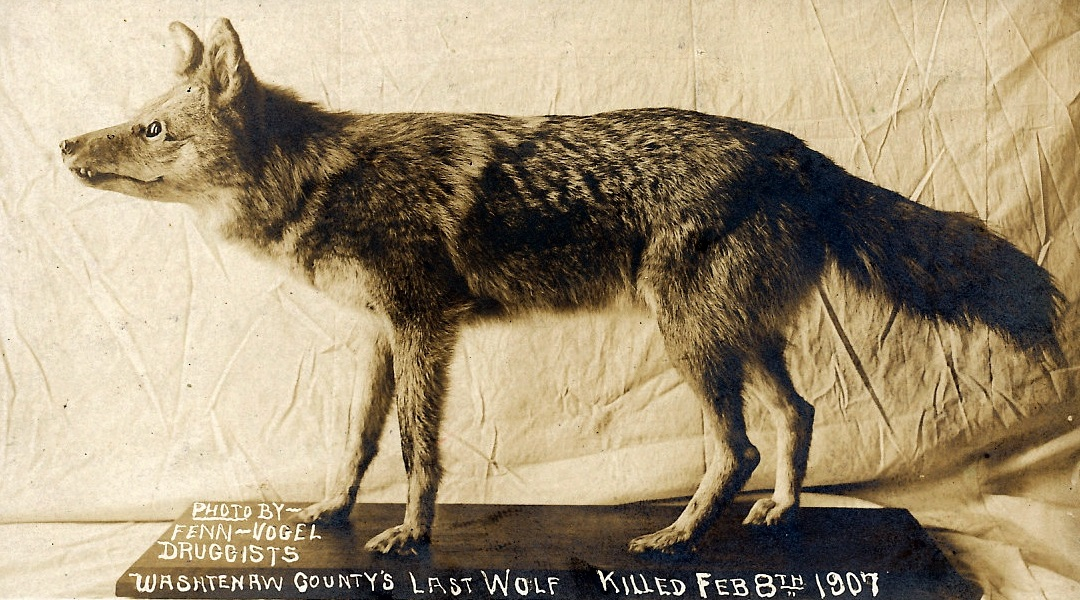
Esemplare imbalsamato.

Il lupo orientale fu descritto scientificamente per la prima volta nel 1777 dal naturalista tedesco Johann Schreber, che lo denominò loup noir (lupo nero). Tuttavia, la sua rappresentazione dell'animale lo mostrava con un manto nero, un colore insolito nel lupo orientale. Fu classificato come una sottospecie di piccola taglia del lupo grigio da Edward Alphonso Goldman, sebbene egli notasse una certa somiglianza con le razze più grandi del lupo rosso.
La classificazione di Goldman rimase indiscussa fino all'avvento della biologia molecolare. Nel 2000, studi condotti sulle impronte genetiche dei microsatelliti dei lupi orientali presenti nel Parco Provinciale di Algonquin rivelarono significative somiglianze tra il lupo orientale e il lupo rosso, giungendo alla conclusione che i due appartenessero alla stessa specie. Fu proposto che si fossero evoluti indipendentemente dal lupo grigio, e che si fossero separati dal coyote tra 150.000 e 300.000 anni fa. Questa conclusione non fu universalmente accettata, e la MSW3 classificò entrambi come sottospecie del lupo grigio nel 2005.
Il dibattito fu riacceso nel 2011 con un'analisi di 48.000 polimorfismi a singolo nucleotide (SNP) di cani e lupi nordamericani, che suggerì che sia il lupo orientale sia il lupo rosso fossero ibridi tra lupi grigi e coyote, con il lupo orientale risultante prevalentemente di origine lupina, e il 58% del suo genoma risalente al lupo grigio. Questa scoperta fu criticata l'anno successivo, poiché gli esemplari analizzati non provenivano dalle aree in cui si presume esistano popolazioni pure del lupo orientale. Un ulteriore studio sul cromosoma Y dei lupi orientali, grigi e rossi condotto l'anno seguente mantenne la posizione che il lupo orientale e il lupo rosso fossero specie distinte, pur riconoscendo che entrambi si accoppiano facilmente con i coyote. Fu proposto che lupi rossi e orientali con strutture sociali integre siano meno propensi all'incrocio con i coyote.
Nel 2014, la controversia sullo status tassonomico del lupo orientale fu oggetto di una revisione completa degli studi condotti nel 2011 e nel 2012, che concluse che i lupi rosso e orientale sono specie distinte dal lupo grigio. Tuttavia, tale conclusione non fu accettata come definitiva dalla United States Fish and Wildlife Service.
Nel 2015, uno studio genetico che esaminava DNA mitocondriale, cromosoma Y e 127.235 SNP concluse che la spiegazione più "parsimoniosa" fosse che i lupi orientali del Parco Provinciale di Algonquin rappresentino gli ultimi esemplari di un lupo che storicamente occupava gran parte dell'America orientale.
Nel 2016, il sequenziamento dell'intero genoma del lupo grigio e del coyote rivelò che le due specie si sono diversificate solo tra 6.000 e 117.000 anni fa, e che tutti i lupi nordamericani possiedono geni derivati dal coyote. Sia il lupo orientale sia il lupo rosso risultarono essere quelli con la più alta percentuale di geni di coyote tra tutti i lupi nordamericani. Tale risultato fu rafforzato da ulteriori studi sul DNA mitocondriale e da un ulteriore sequenziamento genomico, che dimostrò che il 60% del DNA del lupo orientale deriva dal lupo grigio e il 40% dal coyote.

## Descrizione

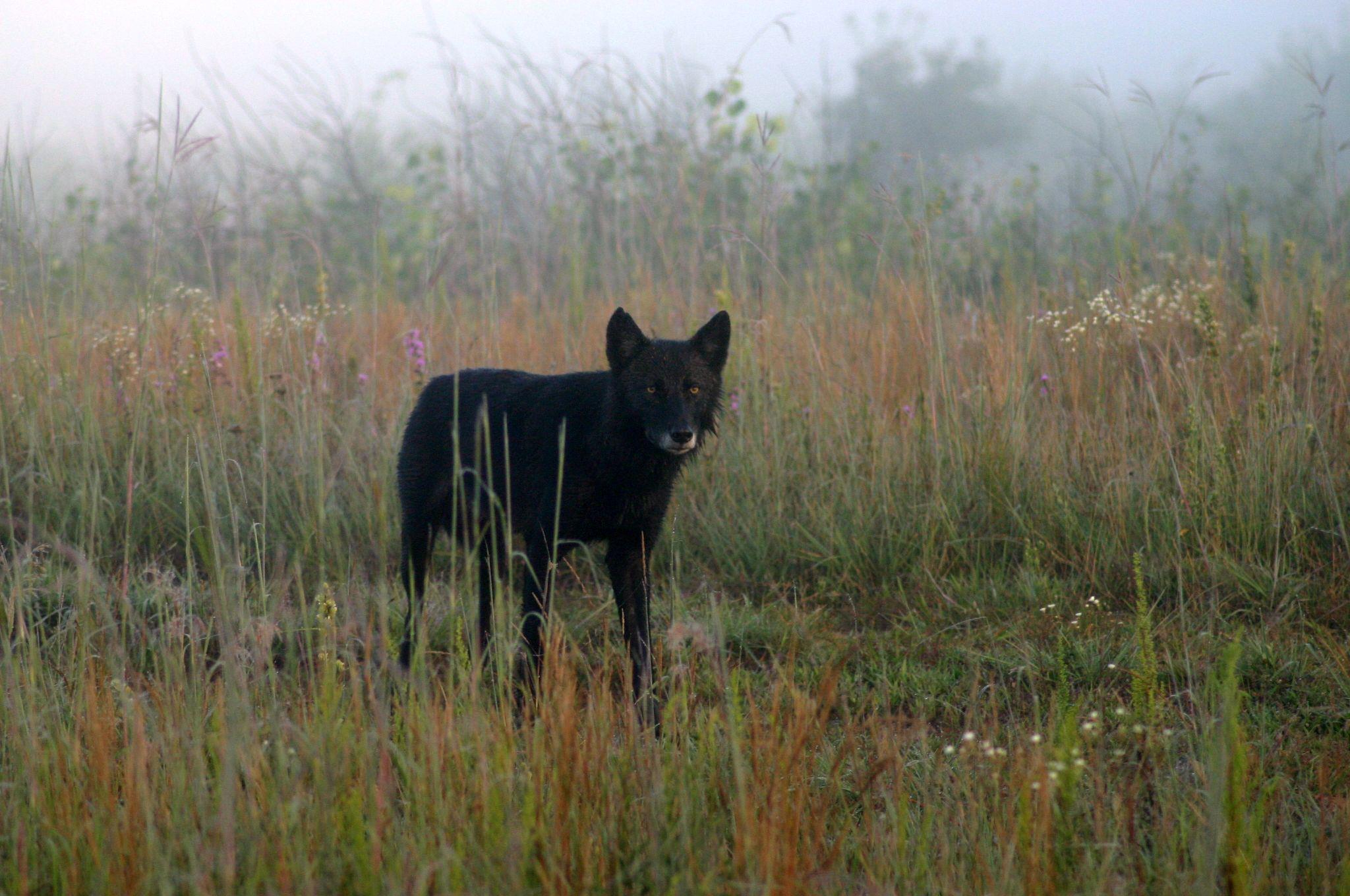
Un raro lupo orientale melanico.

Il suo mantello è tipicamente di un colore grigiastro-bruno, variegato con sfumature di rosso cannella. A differenza di altri lupi nordamericani, il lupo orientale presenta esemplari melanici solo raramente. Similmente al lupo rosso, è intermedio in grandezza tra il coyote e il lupo nordoccidentale, con le femmine adulte che pesano in media 23,9 kg e i maschi 30,3 kg. La sua lunghezza corporea media è compresa tra 105 e 125 cm, mentre quella della coda varia tra i 39 e i 48 cm, portando a una lunghezza complessiva tra i 150 e i 180 cm. Come il lupo grigio, ha una longevità media di 3-4 anni, con un massimo registrato di 15 anni. La sua taglia sembra essere correlata alla dieta, basata su prede di taglia media.

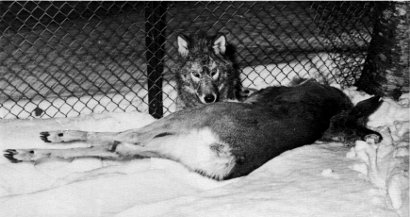
Un lupo orientale in cattività che si nutre di un cervo della Virginia, 1975.

Si nutre principalmente di prede di medie dimensioni, come cervi della Virginia e castori, a differenza del lupo grigio che può abbattere anche prede più grandi come renne, wapiti, alci e bisonti. I territori tendono a variare in estensione da 110 a 185 km², e i cuccioli raggiungono l'indipendenza a circa 15 settimane di età, un tempo significativamente più tardivo rispetto ai lupi grigi.

## Storia

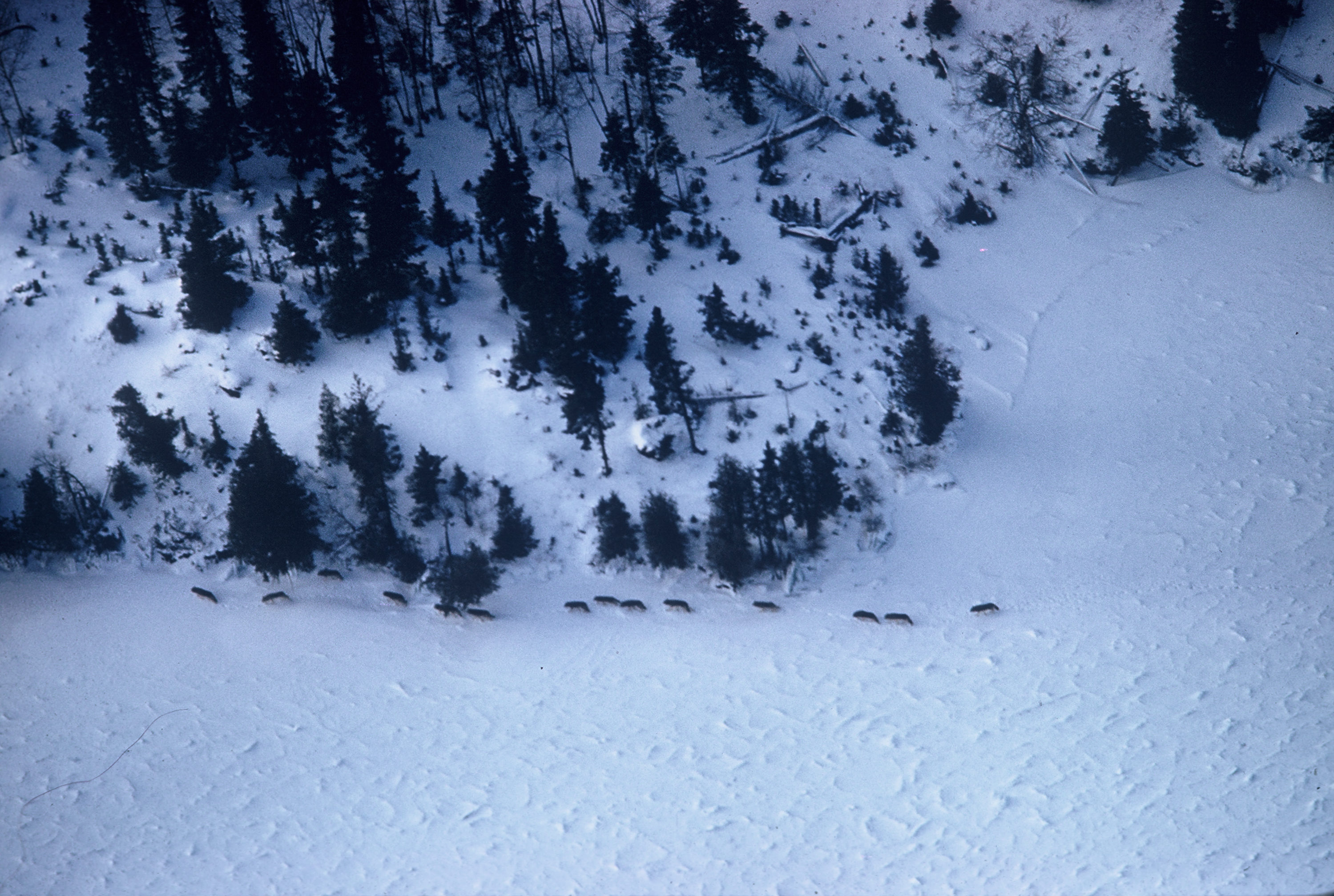
Un branco di lupi orientali fotografati dall'alto.

Il lupo svolgeva un ruolo importante nella mitologia degli Algonchini, che lo chiamavano ma-hei-gan o nah-poo-tee nelle loro lingue. Viene rappresentato come il fratello spirituale dell'eroe nazionale algonchino Nanabozho, accompagnandolo nelle sue varie avventure, inclusa la sconfitta degli spiriti maliziosi anamakqui e la ricreazione del mondo dopo un diluvio universale.
Prima della colonizzazione europea delle Americhe, si stima che vi fossero tra 64.500 e 90.200 lupi orientali. Il loro areale comprendeva le aree forestali e aperte del Nordamerica orientale, dalle province marittime e dal Quebec meridionale fino agli Stati Uniti meridionali, estendendosi a ovest fino alle Grandi Pianure. Le popolazioni indigene di queste regioni non temevano i lupi, anche se occasionalmente li catturavano con trappole, e le loro ossa sono state rinvenute in antiche discariche.
I resoconti scritti più antichi sul lupo orientale risalgono a Jacques Cartier nel 1535 e all'Histoire de la Nouvelle-France di Marc Lescarbot del 1609. Quest'ultimo scrisse che l'animale era comune in Acadia.
I pionieri europei spesso tenevano il bestiame su isolette prive di lupi, poiché gli animali lasciati al pascolo nell'entroterra erano troppo vulnerabili, il che portò all'inizio di una campagna di sterminio dopo la fondazione delle colonie di Plymouth e Massachusetts Bay. In entrambi i casi, vi parteciparono sia i coloni sia i nativi. Fu istituito un sistema di taglie, con ricompense più elevate per i lupi adulti, le cui teste venivano esposte nei centri abitati.
I lupi orientali erano comunque ancora abbastanza comuni nel XVIII secolo, tanto da indurre gli abitanti di Sandwich e Wareham a discutere la costruzione di un grande recinto per separare i lupi dai pascoli. Il progetto fallì, ma i pionieri continuarono a scavare fosse per intrappolarli, una tecnica appresa dalle popolazioni indigene. La popolazione di lupi orientali diminuì drasticamente poco prima e dopo la guerra d'indipendenza americana, soprattutto in Connecticut, dove il sistema di taglie fu abolito nel 1774. Tuttavia, i loro numeri erano ancora elevati nelle aree meno abitate del New Hampshire meridionale e del Maine, dove la caccia al lupo divenne una pratica regolare per pionieri e nativi. Nei primi anni del 1800, ne rimanevano pochi esemplari nel New Hampshire meridionale e in Vermont.

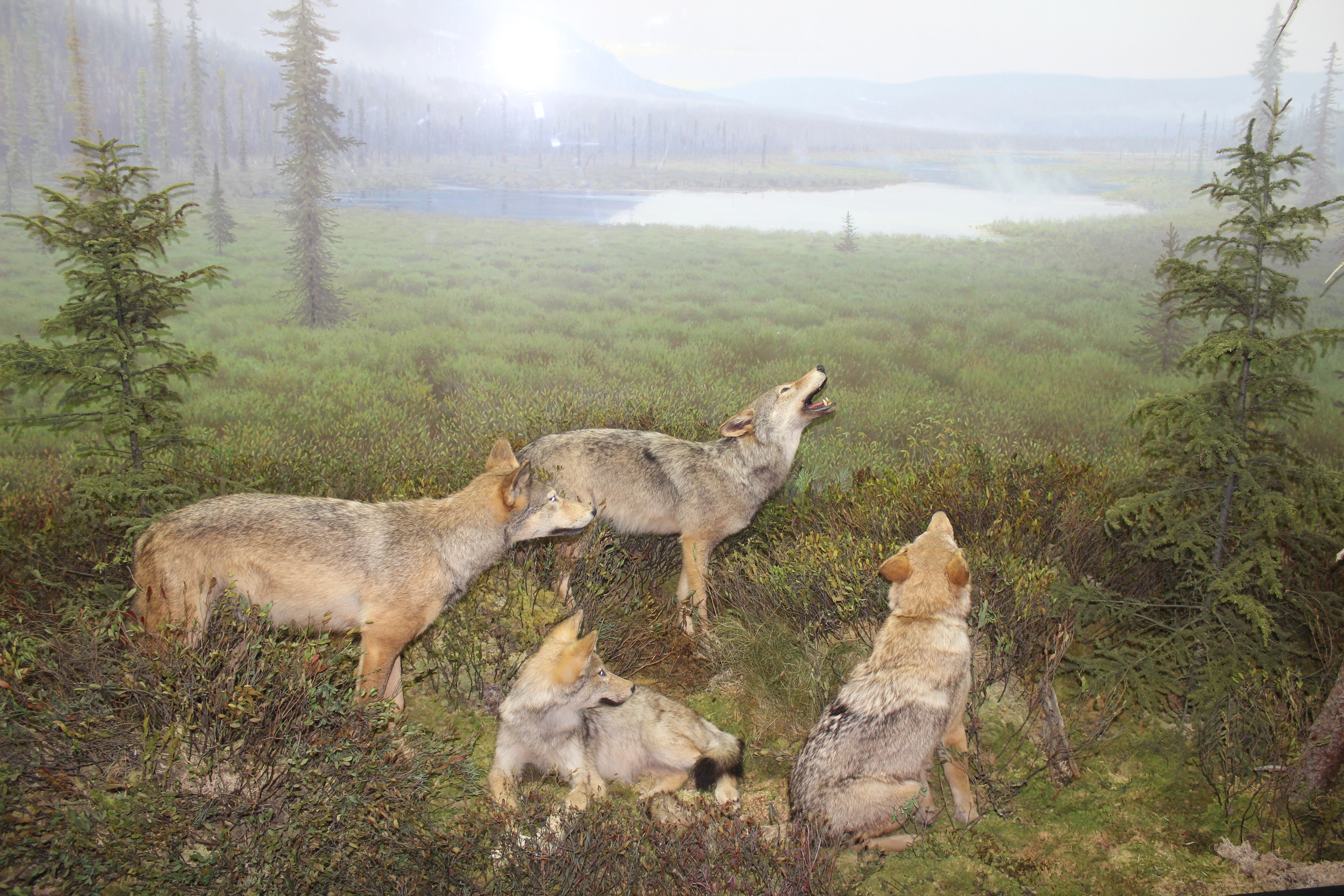

Prima dell'apertura del Parco Provinciale di Algonquin nel 1893, il lupo orientale era comune nell'Ontario centrale e sugli altopiani algonchini. Continuò a sopravvivere fino alla fine del XIX secolo, nonostante la deforestazione e la caccia attiva da parte delle guardie forestali, probabilmente grazie all'abbondanza di prede come cervi e castori. A metà del Novecento, si contavano almeno 55 branchi nel parco, con circa 49 lupi abbattuti ogni anno tra il 1909 e il 1958, fino a quando il governo dell'Ontario non garantì loro protezione nel 1959, quando la popolazione all'interno del parco era ridotta a 500-1000 esemplari.
Tuttavia, tra il 1964 e il 1965, il 3% della popolazione del parco fu abbattuta da ricercatori intenti a studiarne la riproduzione e la struttura per età. Questo abbattimento coincise con l'arrivo dei coyote nel parco, che portò all'incrocio tra le due specie. Incrociamenti con lupi non indigeni del parco si verificarono anche nel nord e nell'est dell'Ontario, in Manitoba, in Quebec e nelle regioni occidentali dei Grandi Laghi, come Minnesota, Wisconsin e Michigan.
Nonostante la protezione legale, si registrò un declino nella popolazione di lupi nella regione orientale del parco tra il 1987 e il 1999, con solo 30 branchi contati nel 2000. Questo declino superava il tasso di reclutamento annuale dei branchi ed è stato attribuito alle uccisioni da parte dell'uomo, che avvenivano generalmente quando i lupi vaganti oltrepassavano i confini del parco per inseguire i cervi durante l'inverno.
Nel 2001, la protezione fu estesa ai lupi presenti lungo i confini del parco e, nel 2012, la composizione genetica della popolazione tornò a livelli relativamente non inquinati, simili a quelli degli anni Sessanta.

## Conservazione
Nella prima versione della Lista Rossa IUCN, questo lupo era classificato come dipendente dalla conservazione (Conservation Dependent, CD). Poiché questa categoria non è più in uso, può essere approssimativamente considerato come prossimo alla minaccia (Near Threatened, NT), anche se questa non rappresenta una classificazione propriamente corretta.